# 鸬鹚捕鱼

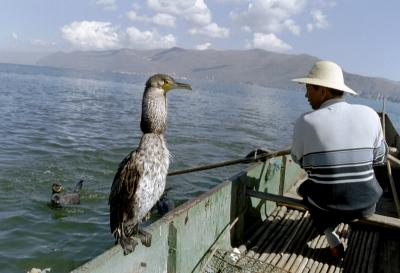
中华人民共和国云南省的渔民和他的鸬鹚

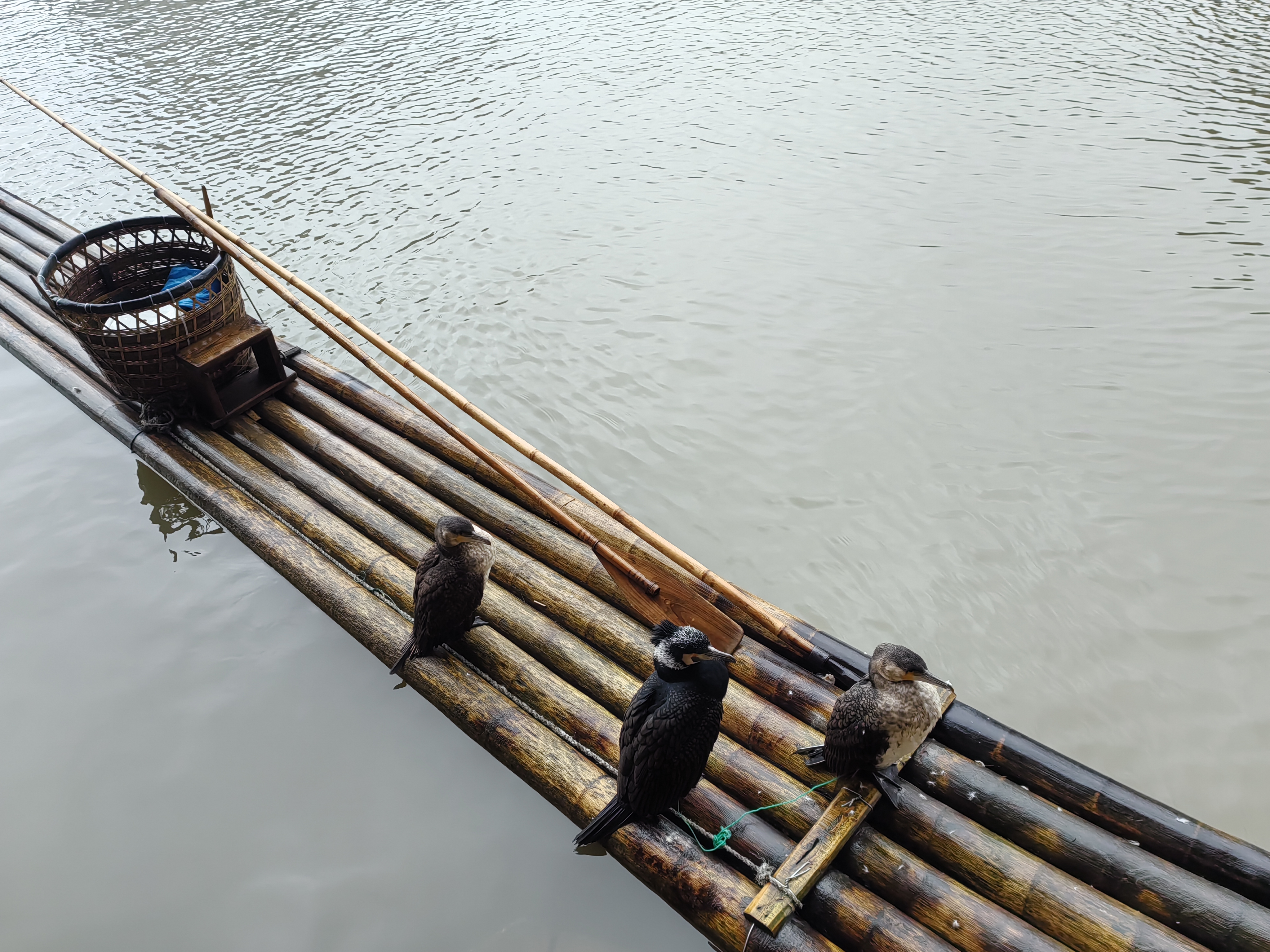
中华人民共和国江西省龙虎山的鸕鶿與魚

鸬鹚捕鱼是一种传统的捕鱼方法，渔民驱使鸬鹚钻入水中捕捉鱼类。 根据文史资料记录，5世紀，秘魯原始居民就使用鸕鶿捕魚，960年，鸬鹚捕鱼就已经被中国人和日本人使用，这种方法也曾被其他国家使用，但是，现在只有中国人、日本人與部分歐洲漁民仍然使用这种古老的捕鱼方法。
为了控制鸬鹚，渔民必须懂得鸬鹚的习性和驯服它们。为了防止鸬鹚吞食大型鱼类，鸬鹚的脖子上系了一根稻草绳子。鸬鹚钻入水中捕到鱼儿之后，会跃出水面，这时候，渔民把它拉上船，捏着它的嘴巴，提起它的脚，鱼儿就被倒出来了。鸬鹚捕鱼曾是一种生产生活方式，但是，今天的鸬鹚捕鱼纯粹是为了表演给旅游者观赏。

## 地点

### 中国大陆
在中国大陆云南省丽江、广西壮族自治区桂林市阳朔，鸬鹚捕鱼仍然存在，它成了一种给旅游者观赏的表演。

### 欧洲
在希腊和马其顿共和国，鸬鹚捕鱼是一种古老的方法，在多伊蘭湖附近的2个国家，鸬鹚捕鱼仍然被一些传统渔民使用。在16世纪和17世纪，英格兰和法国使用鸬鹚捕鱼。欧洲的鸬鹚捕鱼和中国日本相似。

### 日本
今天的日本，鸬鹚捕鱼仍然在13个地區流傳下來。最著名的是岐阜县的長良川，岐阜市與关市一帶地區使用鸬鹚捕鱼已经有1300年历史。

### 秘鲁
5世纪，秘鲁原始居民就使用鸬鹚捕鱼。